# Boulon
Boulon ist eine französische Gemeinde mit 816 Einwohnern (Stand: 1. Januar 2022) im Département Calvados in der Region Normandie; sie gehört zum Arrondissement Caen und zum Kanton Le Hom. Die Einwohner werden Boulonnais genannt.

## Geographie
Boulon liegt etwa 15 Kilometer südlich von Caen. Umgeben wird Boulon von den Nachbargemeinden Laize-la-Ville im Norden, Fresney-le-Puceux im Nordosten, Bretteville-sur-Laize im Osten, Barbery im Südosten, Saint-Laurent-de-Condel im Süden und Südwesten, Mutrécy im Westen und Nordwesten sowie Clinchamps-sur-Orne im Nordwesten.

## Bevölkerungsentwicklung
| Jahr                       | 1962 | 1968 | 1975 | 1982 | 1990 | 1999 | 2006 | 2013 | 2019 |
| Einwohner                  | 457  | 406  | 458  | 589  | 592  | 554  | 578  | 638  | 736  |
| Quellen: Cassini und INSEE |      |      |      |      |      |      |      |      |      |

## Sehenswürdigkeiten
- Kirche Saint-Pierre aus dem 15./16. Jahrhundert, Portal ist Monument historique seit 1913
- Kapelle Saint-Jean-Baptiste (auch Saint-Jean-de-Malpas) aus dem 19. Jahrhundert
- Kapelle Le Thuit aus dem 16. Jahrhundert

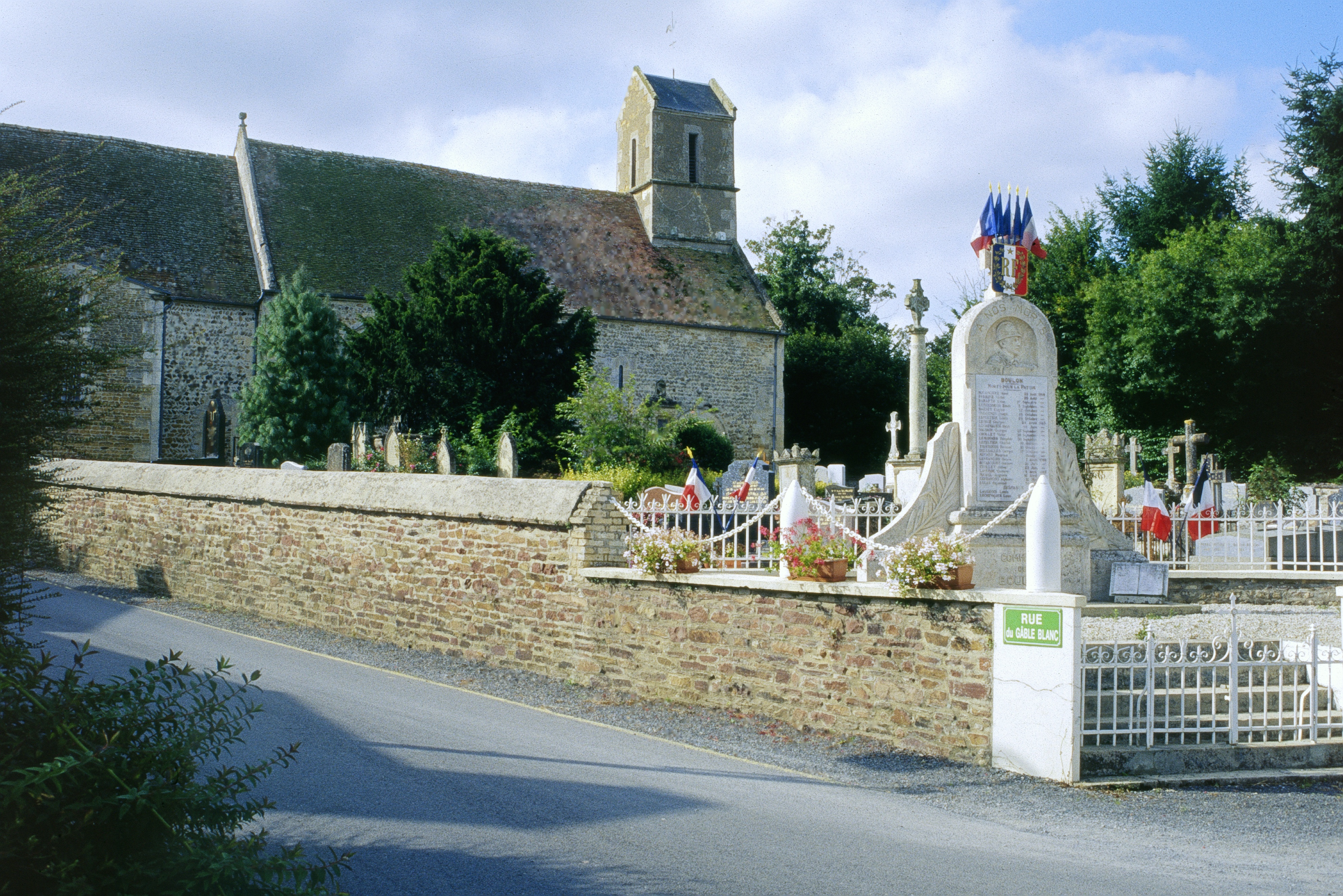
Kirche Saint-Pierre

- Waschhäuser